# Управління соціального страхування Польщі

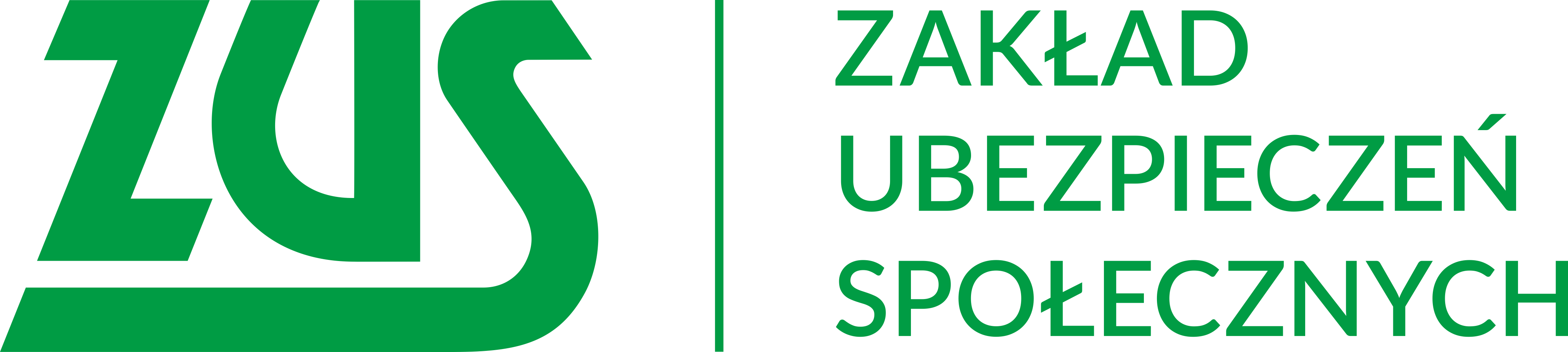
Логотип ZUS

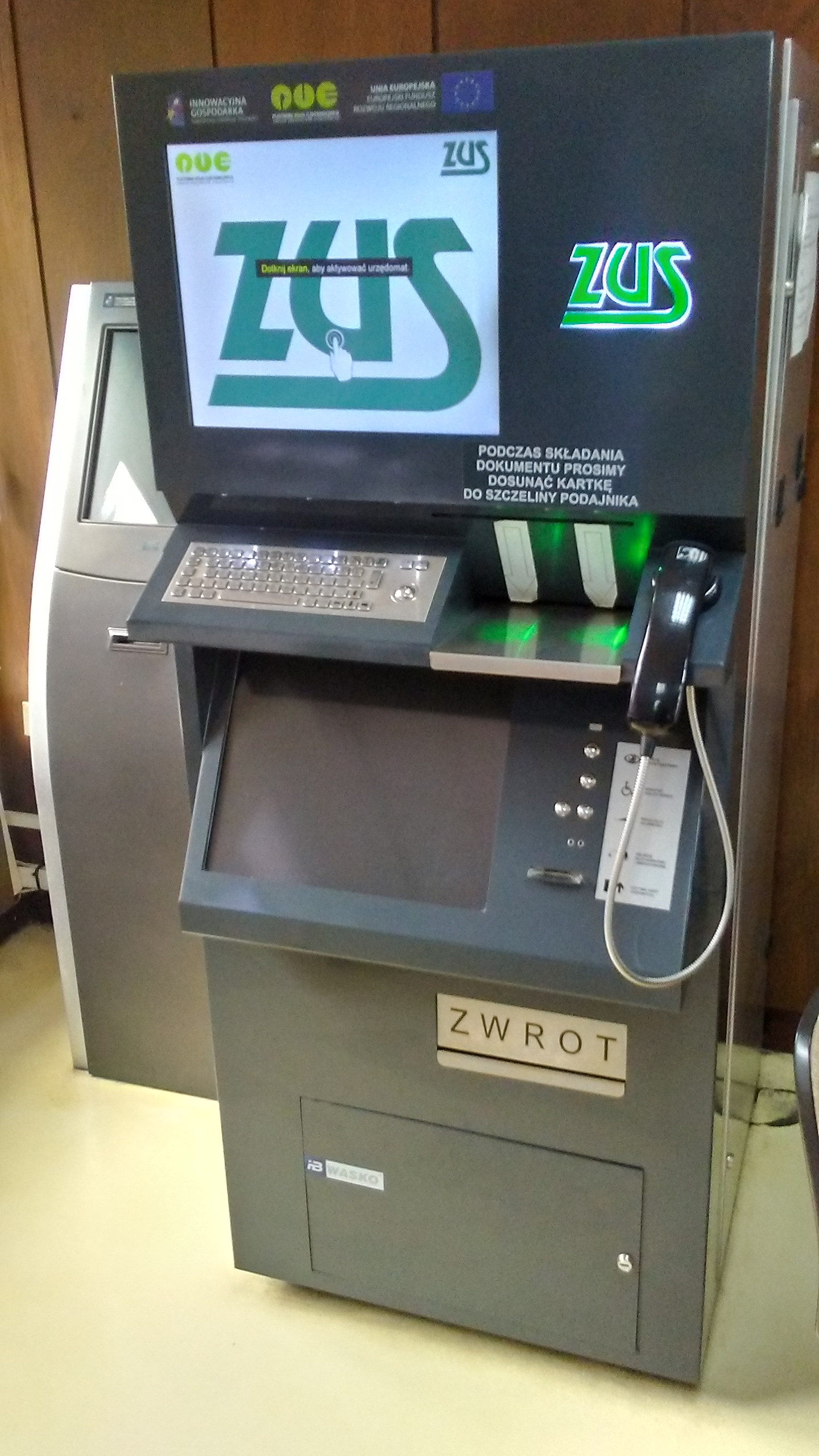
Автомат для прийому документів у ZUS у Томашуві-Мазовецькому, Лодзьке воєводство

Управління соціального страхування (пол. Zakład Ubezpieczeń Społecznych, ZUS) - це польська державна організація, відповідальна за питання соціального страхування, яка діє з 1934 року. ZUS (читається ЗУС) контролюється Міністерством праці та соціальної політики Польщі. ZUS виконує наступні завдання:
- встановлення права на виплати на соціальне страхування,
- виплата допомоги по соціальному страхуванню,
- оцінка та збір внесків на соціальне страхування та медичне страхування та внесків до Фонду праці та Фонду гарантованих виплат працівникам,
- ведення індивідуальних рахунків для застрахованих та рахунків платників внесків.

ZUS має організаційні підрозділи, до складу яких входять: філії, інспекції та виїзні відділення. Національна мережа підрозділів ZUS включає 325 підрозділів, з них 43 - філії, 216 - інспекції та 66 - місцеві відділення.
Управління соціального страхування розраховує теоретичний (повний) розмір пенсії або пенсії по інвалідності/ренти, що належиться зацікавленій особі, так ніби всі її періоди страхування (страховий стаж), зароблені в Польщі і в Україні (ймовірно також у третій країні, у випадку врахування таких періодів), були зароблені в Польщі, згодом, на підставі теоретичної суми розраховується реальний (пропорційний) розмір пенсії або пенсії по інвалідності/ренти, що відповідає співвідношенню страхових періодів (страхового стажу) в Польщі до суми всіх страхових періодів(страхового стажу), зароблених в обох державах-сторонах угоди (ймовірно також у третій державі, у випадку врахування такого періоду/страхового стажу). Розрахований таким чином розмір пропорційної пенсії або пенсії по інвалідності/ренти становить суму пенсійного забезпечення, що належиться зацікавленій особі.і.

## зовнішні посилання
- Офіційний сайт
- СОЦІАЛЬНЕ СТРАХУВАННЯ В ПОЛЬЩІ: інформація, факти - Інформаційна брошура англійською мовою за 2015 рік від ZUS
- Інфолінія ZUS